# Jim Hall
Jim Hall (Buffalo, 1930. december 4. – Buffalo, 2013. december 10.) amerikai dzsesszgitáros.

## Pályakép
Jim Hall Buffaloban született, a clevelandi Institute of Music-on tanult, gitározni Vicente Gómeztől. Los Angelesbe költözött, ahol 1950-es évek végén keltett nemzetközi figyelmet. 1960-ban New Yorkba ment, és Sonny Rollinsszal és Art Farmerrel dolgozozott. Bill Evansszel, Paul Desmonddal és Ron Carterrel folytatott élő és rögzített fellépései legendássá váltak. Sok gitárost inspirált, köztük olyanokat is, mint például Bill Frisell, (akinek a játéka pedig egyáltalán nem is hasonlított az övére).
Jim Hall a Chico Hamilton Quintet tagja volt (1955-1956), 1956-1959 között pedig a Jimmy Giuffre Three tagja. Ella Fitzgeralddal turnézott 1960-61-ben, és néha duót alakított Lee Konitzcal. Hall 1961-62-ben Sonny Rollins kvartettjével dolgozott a „The Bridge” felvételén. Az Art Farmerrel 1962-64 vezetett egy kvartettet. Alkalmanként Paul Desmonddal is készített felvételeket 1959-65 között, majd New York-i stúdiózenész lett. A következő években többnyire zenekarvezető volt. 1999-ben egy Pat Metheny-vel dolgozott. Stúdióalbumok, újrakiadások és válogatások sokasága következett a következő néhány évben.

Jim Hall manhattani lakásában halt meg; 83 éves volt.

## Lemezválogatás
- Undercurrent (1962) és Bill Evans
- Alone Together (1972) Duo és Ron Carter
- Concierto (1975) és Chet Baker, Paul Desmond, Sir Roland Hanna, Ron Carter, Steve Gadd
- Jim Hall live! (1975) és Don Thompson, Terry Clarke
- Live at the North Sea Festival (1979) és Bob Brookmeyer
- Dedications & Inspirations (1993) solo
- Textures (1996)
- JAZZPAR Quartet + 4 (1998) és Chris Potter, Thomas Ovesen, Terry Clarke és a  Zapolski String Quartet
- Jim Hall & Pat Metheny (1999)
- Gland Slam: Live at the Regattabar (2000) és Joe Lovano, Lewis Nash
- Jim Hall & Basses (2001) és Charlie Haden, George Mraz, Dave Holland

## Díjak
- 1997: New York Jazz Critics Circle: Award − a legjobb zeneszerző és hangszerelő.